# Константинос Иконому
Константинос Иконому (на гръцки: Κωνσταντίνος Όίκονόμου) e гръцки духовник и просветител.

## Биография
Роден е в 1780 година в тесалийското село Царицани. Отначало преподава в Смирна (1809 - 1819), като проповядва и насърчава противопоставято на неправославните мисионери. Назначен е за главен иконом и главен проповедник на Вселенската патриаршия. След като в избухва Гръцката война за независимост през 1821 година бяга в Одеса, Русия, където има вече голяма гръцка диаспора. Руските царе на няколко пъти му дават награди и възнаграждения, а накрая пожизнена пенсия от 7000 рубли годишно. Автор е на много трудове и е провъзгласен от Берлинската академия за член-кореспондент.
През октомври 1834 година се завръща в новосформираната държава Гърция. През 1837 година се премества за постоянно в Атина, където остава до смъртта си и е активен като учен, писател, учител и проповедник на църквата. Къщата му става притегателен център за най-образованите хора от онова време и той е духовен наставник на много хора, които последствие заемат ключови позиции в гръцкото общество и църква. Противопоставя се активно срещу западните мисионери.
Главен противник е на автокефална гръцка църква, наложена чрез преврат в 1833 година. Въпреки това подкрепя обявяването на законната гръцка автокефалия, провъзгласена в 1850 година с негово пряко участие. Поддържа връзка и кореспонденция с Константин Тишендорф в Германия.
Умира на 8 март 1857 година, оставяйки след себе си обширна кореспонденция и богата колекция на богословски и филологически трудове. В съответствие с духа на времето Иконому се съсредоточава върху каноническия ред, както и върху опровержение на аргументите на Западната църква. Един от опонентите му е теологът и схоласт Теоклит Фармакидис (1784-1860), който е проповедник в освободена Гърция на западната духовност, симпатизирал на протестантството и англофил.